# Johan Agrell
Johan Agrell (Linköping, 1 de febrero de 1701-Nurémberg, 19 de enero de 1765) fue un músico sueco del siglo XVIII, maestro de capilla y compositor.

## Biografía
Nació en la parroquia de Löth, provincia de Östergötland, Suecia. Su padre era ministro y probablemente le proporcionó una buena educación desde una edad muy temprana. Asistió a la escuela en Linköping, donde recibió educación musical. Probablemente participó en el coro de la catedral de Linköping. También recibió instrucción en violín, teclado y teoría musical por parte de los maestros Andreas Phallenius, Andreas Duraeus y, lo más importante, Thomas Ihre, deán de la catedral, buen violinista aunque aficionado. En 1719 se matriculó en jurisprudencia en la Universidad de Uppsala. Aquí, probablemente actuó con la Kungliga Akademiska kapellet (la Orquesta Real) bajo la dirección del músico Eric Burman (1692-1729), quien también fue profesor de astronomía. Burman había organizado sesiones académicas quincenales para que los estudiantes practicaran música, y es probable que Agrell participara en estos conciertos. Durante este tiempo, también fue instruido en teoría musical, particularmente con la importante obra de Johann Mattheson, Grundlage einer Ehren-Pforte'.
En los tres o cuatro años que pasó en Uppsala, también pudo haberse hecho amigo del nuevo vicemaestro de capilla (segundo director principal de la Orquesta real), Johan Helmich Roman, quien había regresado a Suecia en 1721. Según varios estudiosos, recibió influencias de la música religiosa protestante recopilada por Olof Rudbeck, Anders Düben y otros, así como de la música popular sueca, cuyos ecos aparecieron más tarde en las propias obras de Agrell.
En 1723, Agrell llamó la atención del margrave de Hessen-Kassel, Maximiliano, quien le escuchó tocar el violín en un concierto en Uppsala. Como hermano del rey sueco Federico, el margrave estaba contratando músicos para su corte y aparentemente buscó comprometer a Agrell de inmediato. El único testimonio que hay coloca a Agrell como miembro residente de la prestigiosa capilla ducal en 1734. Maximiliano estaba muy endeudado, por lo que probablemente Agrell tocara también para otros familiares, entre ellos el hermano de Maximiliano, y a las órdenes del también maestro de capilla y compositor, Fortunato Chelleri.
No obstante, Maximiliano reunió a músicos notables durante el período 1726-1734, incluidas las visitas por invitación de Johann Sebastian Bach, Jean-Marie Leclair y Pietro Locatelli. Agrell también pudo haber completado su educación musical con Chelleri, ya que en 1736 se hizo cargo de bastantes de las tareas de enseñanza de este compositor. El historiador del teatro Wilhelm Lynker anotó en 1863 que Agrell estaba tan bien considerado en Kassel en ese momento que se le otorgó el puesto de músico de cámara (o Kammermusikus), además de asignarle la instrucción de compositores como Bernhard Hupfeld. Sin embargo, no hay pruebas documentales de eso, aunque a lo largo de su período en Kassel, Agrell fue un alabado violinista y compositor como se puede deducir por su participación en el concierto centenario de 1738 del teatro Schouwburg y por sus giras regulares fuera de Hessen-Kassel.
Las referencias biográficas señalan que durante el período 1734-1746 Agrell realizó varias giras, como virtuoso del teclado y del violín, a Italia, Francia e Inglaterra. Entre 1737 y 1742 estuvo activo al servicio de Margrave Guillermo VIII, aunque durante tres años, entre 1743 y 1746, se le pagó ocasionalmente dadas las dificultades financieras de la corte. Aunque comprometido con la corte ducal probablemente también actuó con frecuencia como invitado en las cortes cercanas de Berleburg y Eisenach.
El precario estado de las finanzas ducales motivo que Agrell buscara empleo en otros lugares. La muerte del compositor Maximilian Zeidler (1680-1745) en Núremberg le dio a Agrell la oportunidad de ocupar el prestigioso puesto de aquel en una de las ciudades libres más prósperas de Alemania. En 1746 fue nombrado Maestro de Capilla de la ciudad de Núremberg, puesto que incluía otras tareas como las de director musical, jefe del gremio musical local o director-organista musical en la Frauenkirche. Además era el jefe coordinador de bodas y funerales, compositor oficial de la música municipal, y de vez en cuando tocaba en otras iglesias de la ciudad. También comenzó a publicar su música junto a Johann Ulrich Haffner, con sus primeras seis sinfonías que aparecen en 1746 como su op. 1. Tanta actividad, abrumó a Agrell hasta el punto de delegar parte de los trabajos de su cargo en Johann Schwindl.
Poco se sabe de su vida durante las últimas dos décadas. El 3 de septiembre de 1749 se casó con la cantante Margaretha Förtsch. En 1749 se le otorgó la ciudadanía plena de Núremberg. En 1753 su esposa muere en el parto, y Agrell cae en desgracia con el ayuntamiento. Su muerte se registra el 19 de enero de 1765, aunque datos apócrifos afirman que fue en 1767 o 1769.

## Obras
Escribió obras vocales ocasionales y numerosas sinfonías, sonatas y conciertos para clavecín, muchos de los cuales fueron publicados. Fue un compositor prolífico y también un apreciado músico y director de orquesta. Según un libro de Per Lindfors, Johan Agrell compuso al menos 22 sinfonías.
- Conciertos para clavecín y cuerdas
- Conciertos para cémbalo, flauta travesera y violín
- Concierto para oboe en si bemol mayor
- Concierto para flauta y clavecín en si mayor
- 6 Sinfonías, op. 1
- 6 Sonatas para 2 flautas, op. 2
- 6 Trio sonatas para 2 flautas y bajo, op. 3
- 6 Sonata para cémbalo solo, Nuremberg y Londres 1748
- Concierto para violín y orquesta en re mayor
- Sinfonías en A mayor, D mayor, B menor, B mayor